# King Britt
King James Britt  (Philadelphia, 1968) is een zeer productieve Amerikaanse producer die zich met een divers aantal stijlen bezig houdt. Dit doet hij onder diverse projecten. Zo richtte hij daarvoor de band Sylk 130 op. Samen met Josh Wink beheerde hij tot 2001 het label Ovum Recordings. Britt laat zich sterk inspireren door het afrofuturisme. Britt werkt veel met gastmuzikanten. Hij maakt daarbij veel gebruik van lokale bekenden uit het muziekcircuit van Philadelphia, maar ook diverse bekende muzikanten.

## Beginjaren
Britt groeit op in Philadelphia als zoon van een kapper. Zijn ouders zijn grote muziekliefhebbers en zijn moeder is een kennis van de invloedrijke artiest Sun Ra. Omdat zijn moeder niet van babysitters houdt, wordt hij vaak door haar meegenomen naar optreden. Britt is in zijn jonge jaren een liefhebber van hiphop en ook een groot fan van Depeche Mode. Terwijl hij in de late jaren tachtig aan de universiteit studeert vindt hij een bijbaan als inkoper bij een platenzaak. Hier komt hij  in aanraking met de opkomende housemuziek. Hij ontmoet in die periode Josh Wink. Wink en Britt zetten zich beide in om in Philadelphia een scene van de grond te krijgen. Het tweetal begint ook samen muziek te produceren. Zijn eerste plaat is het nummer Tribal Confusion (1990) van E-Culture en verschijnt op Strictly Rhythm. Een van hun eerste remixen is voor Rozalla's Are you ready to fly (1992). Vanaf 1990 heeft hij ook enkele residenties als dj in lokale clubs. Met Josh Wink begint hij in 1994 ook het label Ovum Recordings, tot hij zich er in 2001 uit terug trekt. De eerste single hierop is Supernatural van het project Firefly. Op deze single zingt Ursula Rucker, een spoken-word dichteres die hij ontdekt in een bar in Philadelphia. Hij gaat ook op tournee met de rapgroep Digable Planets en staat in het voorprogramma van Sade. Hij produceert ook het nummer You Know How To Love Me (1997) van Robin S.

## Sylk 130
Halverwege de jaren negentig groeit de wens om zelf een act op te zetten. Hij begint daarvoor Sylk 130. Hiervan verschijnt in 1997 het debuutalbum When The Funk Hits The Fan dat de richting van R&B uit gaat. Op het album worden diverse gastmuzikanten betrokken, waaronder opnieuw Ursula Rucker. De meesten komen uit zijn eigen netwerk in Philadelphia. De eerste single is een cover van Last night a D.J. saved my life van Indeep. Van het album worden er een half miljoen verkocht en er verschijnt ook een remixversie, waarop Roger Sanchez, Mood II Swing en Dego McFarlane aanwezig zijn. Opvolger Re-Members only (2001) heeft zelfs gastbijdragen van bekende namen. Ditmaal heeft hij besloten om diverse jeugdhelden te betrekken bij zijn album. Te gast zijn Alison Moyet, Grover Washington jr. DJ Jazzy Jeff, Vikter Duplaix, Kathy Sledge, Martin Fry en leden van De La Soul. Remixen maakt hij in deze periode voor Macy Gray, Miles Davis, Phonique, Donna Lewis en I:Cube. In 2002 laat hij Sylk 130 even voor wat het is en begint hij met andere projecten.

## Andere projecten
In 1995 start hij het project Scuba waarmee hij deephouse-tracks maakt. Daarvan verschijnt in 1995 de ep Where the Wild Things Are. Drie jaar later volgt de single Swell, waarop Vikter Duplaix te gast is. In 2002 worden enkele tracks en remixes van Scuba verzameld op Hidden Treasures. Daarna verschijnen van Scuba nog singles met Lizz Fields en Lisa Shaw. Het project moet overigens niet verward worden met de Britse producer Scuba. Britt is ook actief als producer voor Ursula Rucker en maakt tracks op haar albums Supa Sista (2001) en Silver or Lead (2003). In 2002 presenteert het project Oba Funke, dat de brug zoekt met wereldmuziek. Hierop is het Belgische Zap Mama de meest prominente gast. In 2003 stort Britt zich in een hiphop project. Hij maakt dan het album Adventures in Lo-Fi waarop veel rappers te horen zijn. Veelal zijn het onbekende rapper, al zijn Madlib en leden van De La Soul de uitzondering. Heb album is een conceptalbum dat gebaseerd is op de film The Brother from Another Planet (1984). Een bijzonder project start hij in 2005 met Sister Gertrude Morgan. Dit op verzoek van Andy Hurwitz, eigenaar van Ropeadope Records. Hij bewerkt daarbij het album Lat's Make A Record (1969) van gospeldichtster Gertrude Morgan (1900-1980),  en mixt deze in een loungejasje.

## Heroriëntatie op house
Na een diversiteit aan projecten keert Britt aan het einde van de jaren 00 weer terug naar de housemuziek. Het album  Interpretations (2006) van zijproject The Nova Dream Sequence, laat weer onversneden, clubgerichte housemuziek horen. Toegankelijker is zijn album The Intricate Beauty, waarop houseveteranen Kim English en Byron Stingily te horen zijn. Een uitzondering is het op vinyl uitgebrachte Baby Loves Disco (2010), waarop hij weer eens het geluid van Sylk 103 weet te benaderen. Een wat meer oldskool housegeluid brengt zijn project Fhloston Paradigm waarvan twee albums verschijnen in 2014 en 2017. Hij blijft ook met anderen werken. Met Low Leaf maakt hij in 2014 de track A Light Within. Iets experimenteler is Pendulous Moon een album dat hij produceert voor de Duitse zangeres Clara Hill. Britt toont zich een fanatiek ondersteuner van de Black Lives Matter-beweging. In 2017 start hij het project To Unprotect & Subserve. In deze show confronteert hij de bezoekers met geluiden van politiegeweld.

## Discografie

### Albums
- Sylk 130 - When The Funk Hits The Fan  (1997)
- Sylk 130 - When The Funk Hits The Fan (remixes) (1999)
- Inspirations Volume 1 (2000) (mixcompilatie)
- Sylk 130 - Re-Members Only (2001)
- Black To The Future (2002)  (mixcompilatie)
- Oba Funke - CosmoAfrique (2002)
- Scuba - Hidden Treasures (2002) (compilatie)
- The Philadelphia Experiment - Remixed (2002)
- Adventures in Lo-Fi (2003)
- Sister Gertrude Morgan - Sister Gertrude Morgan (2005)
- This Is King Britt (2005) (compilatie)
- Jazzmental (2005) (mixcompilatie)
- The Nova Dream Sequence – Interpretations (2006)
- The Cosmic Lounge Volume One (2007)
- Southport Weekender Volume 8 (met Ashley Beedle) (2009) (mixcompilatie)
- The Intricate Beauty (2010)
- Baby Loves Disco (2010)
- Fhloston Paradigm - The Phoenix (2014)
- Pendulous Moon (ft. Clara Hill) (2016)
- Fhloston Paradigm - After.. (2017)

- Bibliothèque nationale de France: cb14028291r (data)
- Gemeinsame Normdatei: 135080525
- International Standard Name Identifier: 0000 0000 9011 6656
- Library of Congress Control Number: no99041868
- MusicBrainz: a6b6fbf2-fa4d-4a93-82e0-2551e361899a
- Nationale Bibliotheek van Israël: 987008914565305171
- Système universitaire de documentation: 082334749
- Virtual International Authority File: 210288
- WorldCat: E39PBJvRX43PvHPkRPDH7KBVmd